# 士乃—迪沙鲁大道
士乃－迪沙鲁大道是位于马来西亚柔佛州的一条高速公路，由柔佛州西部的士乃连接至柔佛州东部的迪沙鲁，全长77公里（48英里）。该大道是继巴西古当快速公路和第二通道高速公路之笨珍－新山连贯公路之后，成为马来西亚依斯干达经济特区的第三条东西横向高速公路。随著横跨柔佛河的新大桥于2011年6月10日建成之后，该大道缩短了由士乃到迪沙鲁的旅程，从原有的2小时半减至1小时。
士乃－迪沙鲁大道的零公里处位于大马花园交通枢纽。

## 历史
联邦3号公路和联邦92号公路曾经是通往迪沙鲁的唯一通道。该大道的工程始于2005年，工程是由Senai-Desaru Expressway Berhad和主要承包商Ranhill Engineers & Constructors Sdn Bhd. 此大道第一阶段，从巴西古当至迪沙鲁于2009年9月10日通车，其余路段包括大桥，则于2011年6月10日通车。
2017年12月12日，时任工程部长法迪拉·尤索夫宣布政府批准拨款3.9 亿令吉，把从Cahaya Baru到Bandar Benawar长26公里的路段升级和扩建为双车道。然而，时任财政部、工程部和经济规划单位于2018年7月17 日举行了一次会议，以确定尚未获得验收的工程部项目清单信件，以及项目节省。 在这次会议之后，柔佛州时任公共工程、基础设施和交通委员会主席玛兹兰·布央表示，联邦政府已于2018 年 12 月 9 日无限期推迟该项目。

## 特征

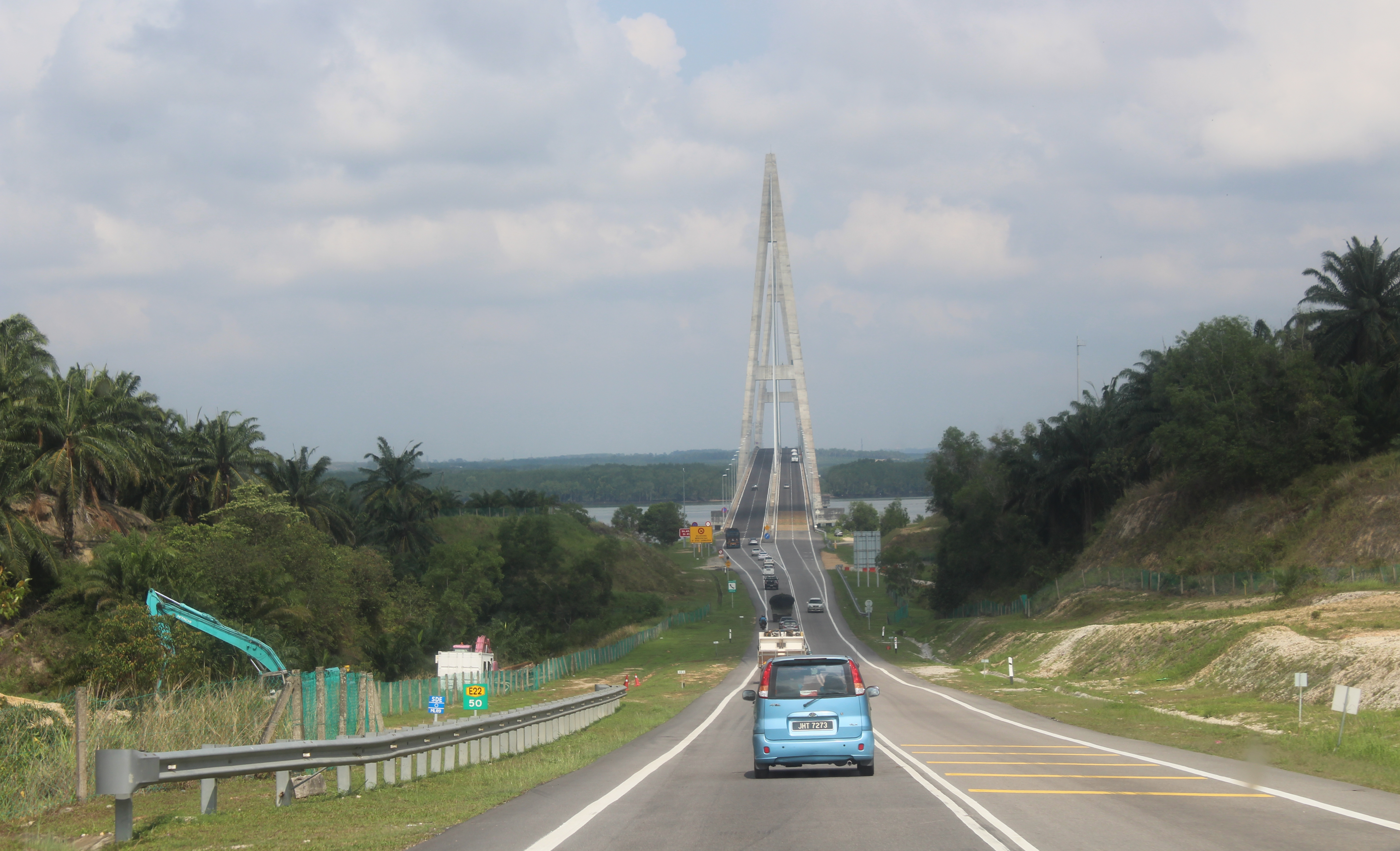
士乃–迪沙鲁大道的柔佛河大桥

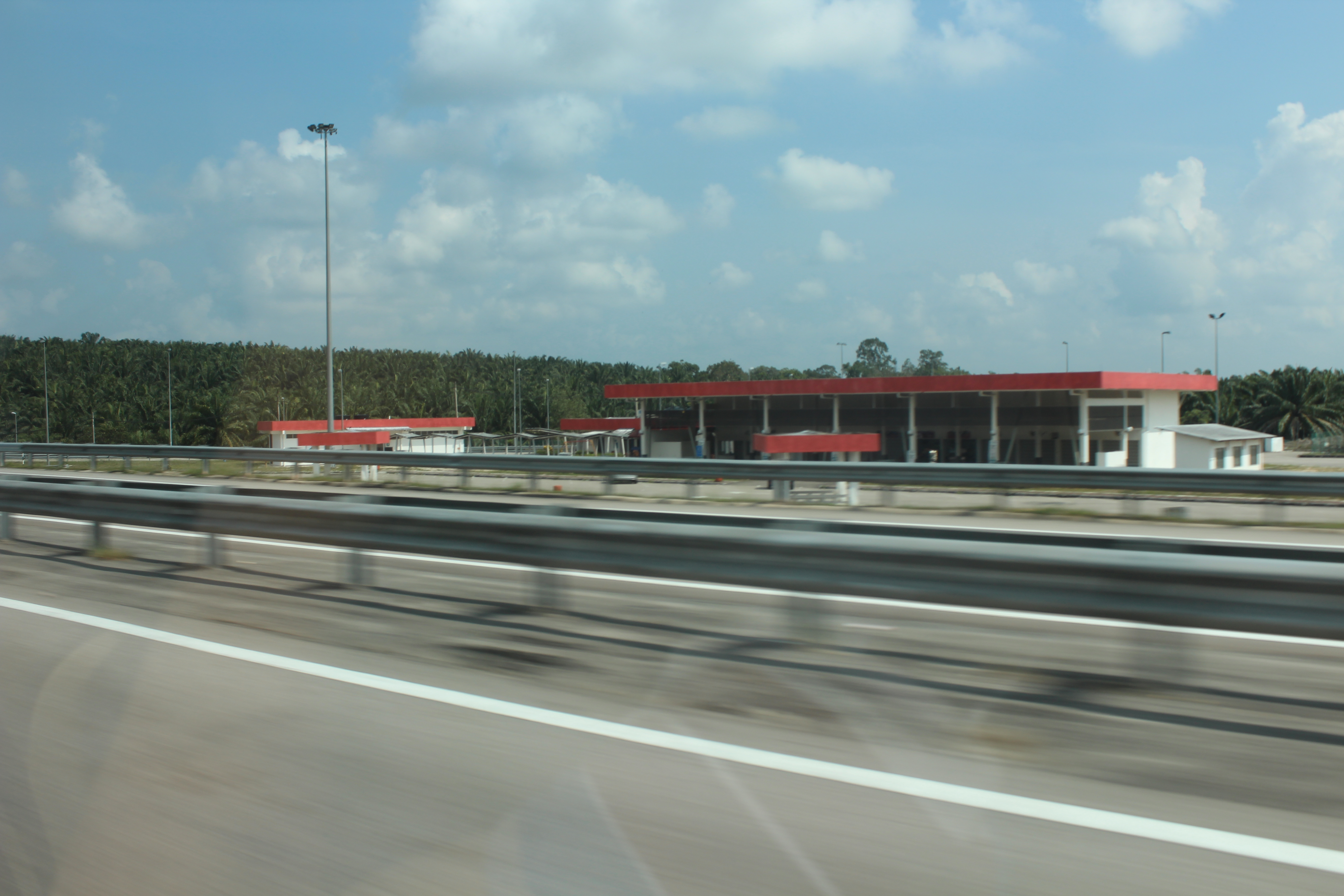
士乃–迪沙鲁大道Layang东向休息站

士乃-迪沙鲁大道基本上改善了柔佛州东部和西部的来往交通。大道分为两段，由士乃至佳哈耶峇鲁（查哈雅峇鲁）路段为四線分隔車道；由佳哈耶峇鲁至本那哇（Penawar）为雙線不分隔車道。与南北大道一样，该大道采用封闭式收费系统。
士乃-迪沙鲁大道是通往迪沙鲁海滩的替代路线，省略了联邦3号公路和联邦92号公路的路线。该大道是由南北大道南段至迪沙鲁的主要公路，也是由哥打丁宜和柔佛州东部通往士乃国际机场的主要连接线。
该大道具有一座1.7公里长横跨柔佛河的柔佛河大桥。该大桥是马来西亚最长的单平面斜拉桥，长度超越砂拉越的峇丹砂隆大桥。
Cahaya Baru和Bandar Penawar之间的路段将建设为双车道高速公路（柔佛河大桥除外），同时保留完全访问控制。
在苏丹依斯干达蓄水池附近的拉央河段有一个集水区。士乃-迪沙鲁高速公路横贯苏丹依斯干达蓄水池集水区。该大道是马来西亚唯一设有污染物去除系统（PRS）的高速公路。 该大道也引入PRS来监测和控制在高速公路上行驶的任何车辆发生危险化学品泄漏时对苏丹依斯干达水库水质的潜在影响。

## 收费系统
士乃–迪沙鲁大道使用封闭式收费系统。

## 交通枢纽列表

### 主干路段
图例：
- I/C－交通枢纽，I/S－交界处，RSA－公路服務區（休息站），OBR－高架天桥餐厅，L/B－停车处，V/P－观景点，TN－隧道，T/P－收费站，BR－桥梁

| 州   | 县       | 公里 | 出口      | 名字             | 目的地                                                                             | 车道 数量 | 限速          | 备注             |
| ---- | -------- | ---- | --------- | ---------------- | ---------------------------------------------------------------------------------- | --------- | ------------- | ---------------- |
| 柔佛 | 古来     | 0.0  | EXIT 2201 | 士乃主立交桥     | 马新第二通道 – 大士（新加坡），振林山，吉隆坡，马六甲，士乃国际机场 ，士乃工业区   | 四车道    | 80 公里/小时  | 喇叭形立交       |
| 柔佛 | 古来     |      | BR        | 士姑来河大桥     |                                                                                    | 四车道    | 80 公里/小时  |                  |
| 柔佛 | 古来     |      | EXIT 2202 | 士乃市立交桥     | 士乃机场公路 – 士乃，古来，新山                                                    | 四车道    | 80 公里/小时  |                  |
| 柔佛 | 古来     |      | T/P       | 士乃收费站       | TnG POS TnG TAG TnG TnG POS                                                        | 四车道    | 60 公里/小时  |                  |
| 柔佛 | 新山     |      | BR        | 士姑来河大桥     |                                                                                    | 四车道    | 110 公里/小时 |                  |
| 柔佛 | 新山     | 19   | BR        | 管道跨越大桥     |                                                                                    | 四车道    | 110 公里/小时 |                  |
| 柔佛 | 新山     |      | EXIT 2203 | 乌鲁地南立交桥   | 新山–哥打丁宜公路 – 乌鲁地南，新山，兀兰（新加坡），哥打丁宜，丰盛港 · SDEB 管理处 | 四车道    | 110 公里/小时 |                  |
| 柔佛 | 新山     | 29.5 | RSA       | 拉央服务区       | 拉央服务区 - File:Buah.png 壳牌                                                    | 四车道    | 110 公里/小时 | 向西方向         |
| 柔佛 | 新山     | 30.5 | RSA       | 拉央服务区       | 拉央服务区 - File:Buah.png 壳牌                                                    | 四车道    | 110 公里/小时 | 向东方向         |
| 柔佛 | 新山     |      | BR        | 拉央河跨线桥     |                                                                                    | 四车道    | 110 公里/小时 | 水库区域         |
| 柔佛 | 新山     |      | EXIT 2205 | 查哈雅峇鲁立交桥 | 巴西古当干道 – 查哈雅峇鲁，贡贡，马西，巴西古当，丹绒浪沙，柔佛港口                |           |               | 喇叭形立交       |
| 柔佛 | 新山     |      | BR        | Mendana海峡大桥  |                                                                                    | 两车道    | 90 公里/小时  |                  |
| 柔佛 | 新山     | 47   |           | Juling岛         |                                                                                    | 两车道    | 90 公里/小时  |                  |
| 柔佛 | 哥打丁宜 | 48   | BR        | 柔佛河大桥       |                                                                                    | 四车道    | 90 公里/小时  | 长度: 1.7 公里   |
| 柔佛 | 哥打丁宜 |      |           | 丹绒Penyabong    |                                                                                    | 两车道    | 90 公里/小时  |                  |
| 柔佛 | 哥打丁宜 |      | BR        | Layau河大桥      |                                                                                    | 两车道    | 90 公里/小时  |                  |
| 柔佛 | 哥打丁宜 |      | BR        | Semenchu河大桥   |                                                                                    | 两车道    | 90 公里/小时  |                  |
| 柔佛 | 哥打丁宜 |      | BR        | Papan河大桥      |                                                                                    | 两车道    | 90 公里/小时  |                  |
| 柔佛 | 哥打丁宜 |      | T/P       | 本那哇收费站     | TnG POS TnG TAG TnG TnG POS                                                        | 四车道    | 50 公里/小时  |                  |
| 柔佛 | 哥打丁宜 | 69.4 | EXIT 2212 | 本那哇立交桥     | 边佳兰公路 – 哥打丁宜，迪沙鲁 ，本那哇城，双溪龙引，边佳兰，丹绒彭格里             | 四车道    | 60 公里/小时  | 交通灯灯平交路口 |

### 巴西古当路段

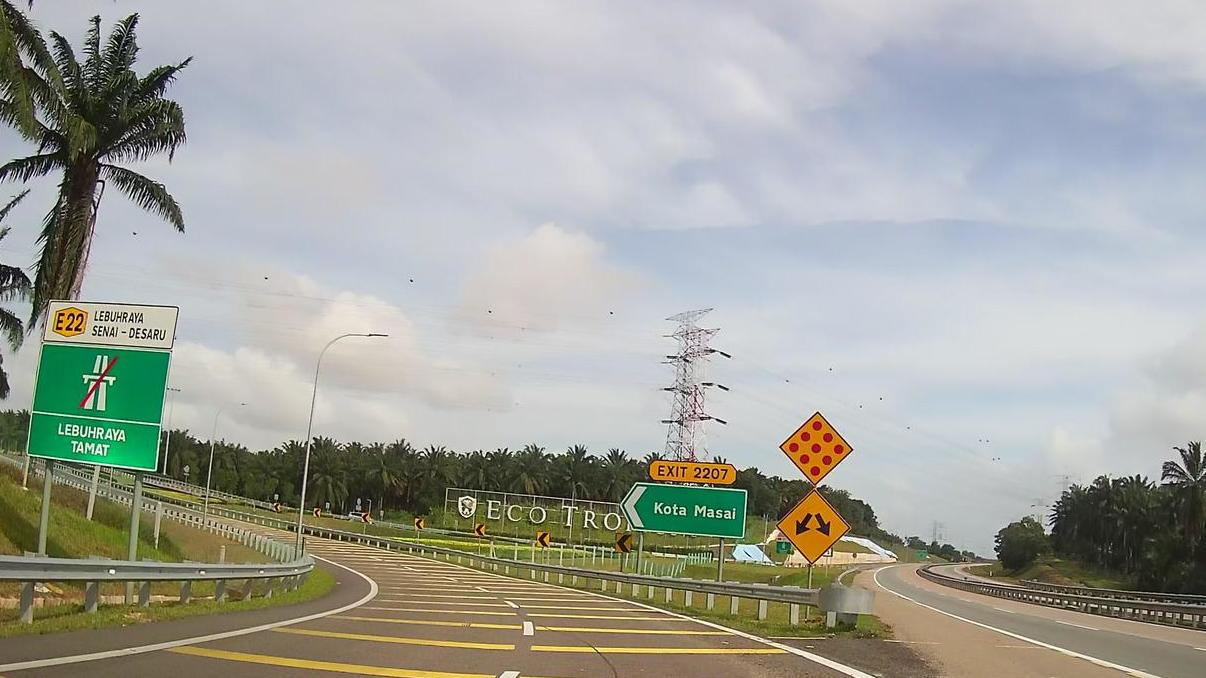
由生态热带园（Eco Tropics）发展商兴建的8新马赛城出口

| 州   | 县   | 公里 | 出口       | 名字             | 目的地                                                          | 备注         |
| ---- | ---- | ---- | ---------- | ---------------- | --------------------------------------------------------------- | ------------ |
| 柔佛 | 新山 |      | EXIT 2205  | 查哈雅峇鲁立交桥 | 主干路段 – 新山，士乃，士乃国际机场 ，纪录片，迪沙鲁 ，本那哇城 | 喇叭型立交   |
| 柔佛 | 新山 |      | T/P        | 查哈雅峇鲁收费站 | TnG POS TnG TAG TnG TnG POS                                     |              |
| 柔佛 | 新山 |      | EXIT 2205A | 查哈雅峇鲁立交桥 | J10 旧马西路 – 马西，贡贡，查哈雅峇鲁                           |              |
| 柔佛 | 新山 |      | EXIT 2207  | 马西城立交桥     | 马西城路 – 马西城路                                             | 左进左出路口 |
| 柔佛 | 新山 |      | EXIT 2210  | 巴西古当立交桥   | 丹绒浪沙公路 – 巴西古当，新山，避兰东，丹绒浪沙，柔佛港口       | 喇叭形立交   |